# Cop d'Estat de Pavía
El cop d'estat de Pavía, o simplement cop de Pavía, va ser un cop d'estat que es va produir a Espanya el 3 de gener de 1874, durant la Primera República i que va estar encapçalat pel general Manuel Pavía, capità general de Castella la Nova, la jurisdicció de la qual incloïa Madrid. Va consistir en l'ocupació de l'edifici del Congrés dels Diputats per guàrdies civils i soldats que van desallotjar del mateix als diputats quan s'estava procedint a la votació d'un nou president del Poder Executiu de la República en substitució d'Emilio Castelar que acabava de perdre la moció de censura presentada per Francesc Pi i Margall, Estanislau Figueras i Nicolás Salmerón, líders del sector del Partit Republicà Federal oposat a la política «fora de l'òrbita republicana» del republicà federal dretà Castelar. Precisament l'objectiu del cop era impedir que Castelar fos desallotjat del govern, encara que com aquest després del cop no va acceptar seguir en el poder per mitjans antidemocràtics, el general Pavía va haver de reunir els partits contraris a la república federal que van decidir posar al capdavant del govern nacional que promovia Pavía al líder del conservador Partit Constitucional, el general Francisco Serrano. Així es va iniciar la segona etapa de la República que se sol denominar «República Unitària» o «Dictadura de Serrano».
El general Pavía en una intervenció parlamentària del 13 de març de 1875, és a dir, després de produir-se la Restauració borbònica, va explicar amb detall l'«acte del 3 de gener», com ell va designar al cop d'estat que havia encapçalat —explicació que en 1878 va publicar en forma de fullet.

## Antecedents: la proclamació de la República Federal i la rebel·lió cantonal
L'11 de febrer de 1873, l'endemà de l'abdicació d'Amadeu I, el Congrés i el Senat, constituïts en Assemblea Nacional, van proclamar la República per 258 vots contra 32, però sense definir-la com a unitària o com a federal, postergant la decisió a les futures Corts Constituents, i van nomenar com a president del Poder Executiu al republicà federal Estanislao Figueras.
Caricatura de la revista satírica La Flaca del 3 de març de 1873 sobre la pugna entre els radicals, que defensen la república unitària, i els republicans federals que defensen la federal. I també sobre la pugna entre els federals "transigentes" i "intransigents"
Al maig es van celebrar les eleccions a Corts Constituents, que a causa del retraïment de la resta dels partits van suposar una aclaparadora victòria per al Partit Republicà Federal. Però aquesta situació era enganyosa ja que en realitat els diputats republicans federals de les Constituents estaven dividits en tres grups:
- Els "intransigents" amb uns 60 diputats formaven l'esquerra de la Cambra i propugnaven que les Corts es declaressin en Convenció, assumint tots els poders de l'Estat —el legislatiu, l'executiu i el judicial— per a construir la República Federal de baix a dalt, des del municipi als cantons o Estats i des d'aquests al poder federal, i també defensaven la introducció de reformes socials que milloressin les condicions de vida del quart estat. Aquest sector dels republicans federals no tenia un líder clar, encara que reconeixien com el seu "patriarca" a José María Orense, el vell marquès d'Albaida. Destacaven dins d'ell Nicolás Estévanez, Francisco Díaz Quintero, els generals Juan Contreras i Blas Pierrad, i els escriptors Roque Barcia i Manuel Fernández Herrero.

- Els "centristes" liderats per Francisco Pi i Margall coincidien amb els "intransigents" que l'objectiu era construir una república federal però de dalt a baix, és a dir, primer calia elaborar la Constitució federal i després procedir a la formació dels cantons o Estats federats. El nombre de diputats amb què comptava aquest sector no era gaire ampli i en moltes ocasions actuaven dividits en les votacions, encara que se solien inclinar per les propostes dels "intransigents".

- Els "moderats" constituïen la dreta de la Cambra, estaven liderats per Emilio Castelar i Nicolás Salmerón —entre ells també destacaven Eleuterio Maisonnave i Buenaventura Abárzuza Ferrer— i defensaven la formació d'una República democràtica que donés cabuda a totes les opcions liberals, per la qual cosa rebutjaven la conversió de les Corts en un poder revolucionari com defensaven els "intransigents" i coincidien amb els pimargalianos que la prioritat de les Corts era aprovar la nova Constitució. Constituïen el grup més nombrós de la Cambra, encara que hi havia unes certes diferències entre els seguidors de Castelar, que eren partidaris de la conciliació amb els radicals i amb els constitucionals per a incloure'ls en el nou règim, i els seguidors de Salmerón que propugnaven que la República només havien de fonamentar-se en l'aliança dels republicans "vells". El seu model era la República Francesa, mentre que per a "intransigents" i "centristes" pimargalianos ho eren Suïssa i els Estats Units, dues repúbliques d'estructura federal.

Malgrat aquesta divisió no van tenir problemes a proclamar el 8 de juny la República Federal, una setmana després que es van obrir les Corts Constituents sota la presidència del veterà republicà "intransigent" José María Orense, per 218 vots contra dos:
Article únic. La forma de govern de la Nació espanyola és la República democràtica federal.
Retrat de Francisco Pi i Margall, segon president del Poder Executiu de la República.
Quan el president Figueras, que sofria una forta depressió per la mort de la seva dona, va tenir coneixement que els generals "intransigents" Juan Contreras i Blas Pierrad preparaven un cop d'estat per a iniciar la República federal "des de baix", al marge del Govern i de les Corts, va témer per la seva vida i el 10 de juny va fugir a França. Li va substituir el republicà federal "centrista" Francisco Pi i Margall, que va establir com a prioritat derrotar els carlistes que ja portaven més d'un any alçats en armes, en l'anomenada Tercera Guerra Carlista, i l'elaboració i aprovació de la nova Constitució de la República Federal. Però, de seguida, el govern de Pi i Margall es va trobar amb l'oposició dels republicans federals "intransigents" perquè en el seu programa no s'havien inclòs algunes de les reivindicacions històriques dels federals com "l'abolició de l'estanc del tabac, de la loteria, dels aranzels judicials i dels consums reposats en 1870 per absència de recursos". Però sobretot el que reclamaven els "intransigents" era que les Corts, mentre es redactava i aprovava la nova Constitució de la República democràtica federal, es constituïssin en Convenció de la qual emanaria una Junta de Salut Pública que posseiria el poder executiu, proposta que va ser rebutjada per Pi i Margall i per la majoria de diputats "centristes" i "moderats" que feien costat al govern.
La resposta dels "intransigents" a la política de "ordre i progrés" del govern de Pi i Margall va ser abandonar les Corts l'1 de juliol, acusant el govern d'haver contemporitzat i fins i tot claudicat enfront dels enemics de la República Federal. A continuació els "intransigents" van exhortar a la immediata i directa formació de cantons, la qual cosa iniciaria la rebel·lió cantonal, formant-se a Madrid un Comitè de Salut Pública per a dirigir-la, encara que "el que va prevaler va ser la iniciativa dels federals locals, que es van fer amos de la situació en les seves respectives ciutats". Encara que va haver-hi casos com el de Màlaga en què les autoritats locals van ser les que van encapçalar la revolta, en la majoria es van formar juntes revolucionàries. Dues setmanes després de la retirada de les Corts la revolta era un fet a Múrcia, València i Andalusia.
Per a acabar amb la rebel·lió cantonal Pi i Margall es va negar a aplicar les mesures d'excepció que li proposava el sector "moderat" del seu partit, que incloïa la suspensió de les sessions de les Corts, perquè declarava, amb tota lògica, que els revoltats no feien més que seguir la doctrina federalista "pactista" que ell havia proclamat. Confiava que la ràpida aprovació de la Constitució federal —el que no va succeir— i la via del diàleg —la "guerra telegràfica" que ja li va funcionar quan la Diputació de Barcelona va proclamar l'Estat català— faria entrar en raó als revoltats.9 No obstant això no va dubtar a recórrer a la repressió.
Com la política de Pi i Margall de persuasió i repressió no va aconseguir detenir la rebel·lió cantonal, el sector "moderat" li va retirar el seu suport el 17 de juliol votant a favor de Nicolás Salmerón. L'endemà Pi i Margall va dimitir, després de 37 dies de mandat.
El lema del nou govern de Salmerón va ser l'«imperi de la llei», la qual cosa suposava que per a salvar la República i les institucions liberals calia acabar amb carlistes i cantonals. Per a sufocar la rebel·lió cantonal va prendre mesures dures com destituir els governadors civils, alcaldes i militars que havien secundat d'alguna forma als cantonalistes i a continuació va nomenar a generals contraris a la República Federal com Manuel Pavía o Arsenio Martínez Campos —el que no li va importar perquè el prioritari era restablir l'ordre— perquè manessin les expedicions militars a Andalusia i a València, respectivament. "A més, va mobilitzar als reservistes, va augmentar la Guàrdia Civil amb 30 000 homes, va nomenar delegats del Govern a les províncies amb les mateixes atribucions que l'Executiu. Va autoritzar les Diputacions a imposar contribucions de guerra i a organitzar cossos armats provincials, i va decretar que els vaixells en poder dels cartageneros es consideressin pirates —el que suposava que qualsevol embarcació podia abatre'ls estigués en aigües espanyoles o no". Gràcies a aquestes mesures van ser sotmesos un darrere l'altre els diferents cantons, excepte el de Cartagena que resistiria fins al 12 de gener de 1874.
Emilio Castelar, quart president del Poder Executiu de la Primera República Espanyola
Nicolás Salmerón va renunciar al seu càrrec perquè no va voler signar les sentències de mort de diversos soldats acusats de traïció, ja que era absolutament contrari a la pena de mort. Per a substituir-li les Corts van triar el 7 de setembre a Emilio Castelar. Immediatament Castelar va aconseguir de les Corts la concessió de facultats extraordinàries per a acabar tant amb la guerra carlista com amb la rebel·lió cantonal i la suspensió de les seves sessions des del 20 de setembre de 1873 fins al 2 de gener de 1874, la qual cosa entre altres conseqüències va suposar paralitzar el debat i l'aprovació del projecte de Constitució federal.
Els poders extraordinaris que va obtenir Castelar li van permetre governar per decret, facultat que va utilitzar immediatament per a reorganitzar el cos d'artilleria dissolt feia uns mesos al final del regnat d'Amadeu I, cridar als reservistes i convocar una nova lleva amb el que va aconseguir un exèrcit de 200 000 homes, i el llançament d'un emprèstit de 100 milions de pessetes per a fer front a les despeses de guerra.
A la fi de novembre el govern de Castelar va ordenar al general Ceballos, que dirigia el lloc de Cartagena després de la dimissió del general Arsenio Martínez Campos que l'havia iniciat el 15 d'agost, que bombardegés Cartagena per a "infringir l'ànim dels defensors o si més no molestar-los, per a no donar lloc al fet que romanguin com han romàs, completament tranquils". El bombardeig va començar el 26 de novembre de 1873 sense previ avís i es va prolongar fins a l'últim dia del setge, el 12 de gener de 1874, comptabilitzant-se en total 27.189 projectils, "un veritable diluvi de foc", que van causar 800 ferits i dotze morts i destrosses en la majoria dels immobles —només 28 cases van quedar indemnes. Va ser respost pels canons dels castells de Cartagena i de les fragates, però van anar molt menys efectius donada la dispersió de les forces governamentals que assetjaven la plaça per terra.15 Després de la primera setmana de bombardeig en què els assetjadors es van adonar que les defenses de Cartagena continuaven intactes, el general Ceballos va presentar la dimissió i el 10 de desembre va ser substituït pel general José López Domínguez, que era també un general antirepublicà i a més era nebot del general Serrano, el líder del conservador Partit Constitucional. En l'entrevista que va mantenir a Madrid amb Castelar est li va insistir que havia d'aconseguir la rendició de Cartagena costés el que costés abans del 2 de gener, la data prevista per a la reobertura de les Corts.

## La preparació del cop
La política de Castelar d'acostament als constitucionals i als radicals, els dos partits liberals que havien sustentat la Monarquia d'Amadeu I, va trobar l'oposició dels "centristes" de Pi i Margall, però també la dels "moderats" que seguien a Nicolás Salmerón —que al principi havien fet costat al govern— perquè creien que la República havia de ser construïda pels republicans autèntics, no pels nouvinguts —eren contraris a fer una «política fora de l'òrbita republicana». Aquesta oposició va augmentar quan Castelar va nomenar a generals de dubtosa afecció a la República per als llocs més importants —com Manuel Pavía, nou Capità General de Castella la Nova, que incloïa Madrid— i quan va cobrir els llocs vacants de tres arquebisbats a mitjan desembre —Toledo, Tarragona i Santiago de Compostel·la—, la qual cosa indicava que havia entaulat negociacions amb la Santa Seu, restablint de facto les relacions amb ella, i que s'oposava a la separació de l'Església i l'Estat que defensaven els republicans. A això es va afegir un decret de 22 de desembre pel qual s'autoritzava els governadors civils a suspendre periòdics sense necessitat de prevenció ni multa prèvia, i la supressió arbitrària de diputacions i ajuntaments, com el de Madrid els regidors del qual van ser substituïts per uns altres més conservadors.
La primera mostra que Salmerón havia deixat de fer costat al govern de Castelar es va produir per aquestes mateixes dates quan en la Diputació Permanent de les Corts els seus partidaris van votar al costat de pimargallianos i "intransigents" en contra de la proposta de Castelar que se celebressin eleccions per a ocupar els escons vacants, per la qual cosa va ser rebutjada.20 Aquesta votació va plantejar un greu dilema a Castelar, «decidir-se entre els federals i els conservadors», tal com va informar l'ambaixador britànic al seu govern.
Arran de la derrota parlamentària de Castelar, Cristino Martos, líder dels radicals, i el general Serrano, líder dels constitucionals, que fins llavors havien estat preparant-se per a les eleccions parcials que ja no s'anaven a celebrar, van acordar dur a terme un cop de força per a evitar que Castelar fos reemplaçat al capdavant del Poder Executiu per un vot de censura que previsiblement anaven a presentar Pi i Margall i Salmerón quan tornessin a obrir-se les Corts el 2 de gener de 1874. L'acord entre Serrano i Martos preveia que el primer ocuparia la presidència de la República i el segon la presidència del govern.
El general José López Domínguez, comandant de l'exèrcit que va assetjar i va rendir el Cantó de Cartagena, a principis del segle XX
Quan el 20 de desembre Emilio Castelar va tenir coneixement del cop que es preparava va cridar al seu despatx el 24 al capità general de Madrid, el general Pavía, per a intentar convèncer-li que s'atingués a la legalitat i no participés en la temptativa. En aquesta reunió, segons va relatar després Pavía, est li va demanar a Castelar que promulgués un decret ordenant que continuessin suspeses les Corts i que «jo hagués fixat a la Porta del Sol amb quatre baionetes», al que es va negar rotundament Castelar manifestant-li que no se separaria un àpex de la legalitat. No obstant això, com es va preguntar més tard Pi i Margall en conèixer els fets. Per què Castelar va permetre que Pavía continués amb el seu projecte de dissoldre per la força les Corts i no el va destituir de manera fulminant del seu lloc de màxima autoritat militar de Madrid? Pavía va afirmar després que quan va sortir de la reunió amb Castelar es va preguntar:«dec jo permetre que esclati l'anarquia?» Una mostra que el general Pavía no admetia la supremacia del poder civil sobre l'Exèrcit, la qual cosa li va portar a considerar que el cop que tenia planejat donar era legítim, es va produir unes setmanes abans amb motiu de l'enterrament del diputat Ríos Rosas en el qual va pretendre situar-se en el festeig fúnebre immediatament darrere del Govern i per davant de la Mesa de les Corts, havent d'intervenir el propi Castelar per a restablir la prelació.
Una setmana després, el 31 de desembre, Castelar li va escriure al general José López Domínguez, que dirigia el lloc de Cartagena —l'últim reducte de la rebel·lió cantonal—, per a assegurar-li que mai se sortiria de la legalitat i que abandonaria el poder si les Corts així ho decidien, i també perquè demanar-li que es mantingués fidel a la legalitat assegurant-li que estava resolt a fundar la República «en l'ordre, a augmentar l'Exèrcit i a salvar la disciplina i a tot allò que pot donar-nos pàtria». El general López Domínguez li contesta el 2 de gener: «Podrà consentir aquest bizarro exèrcit que m'enorgulleixo a manar, la ignomínia de veure triomfants als insurrectes? […] Temo que la Cambra pugui prendre un camí que la seva legalitat sigui la deshonra de la pàtria». Després de llegir això Castelar no ho va destituir.
En aquells moments Castelar ja sabia que Nicolás Salmerón anava a sumar-se al vot de censura perquè el dia anterior, 30 de desembre (o el 26 de desembre segons altres fonts), en l'entrevista que havia mantingut amb ell, Castelar no havia acceptat les condicions que li havia posat per a continuar donant-li el seu suport: substituir als generals que Castelar havia nomenat per altres addictes al federalisme; revocació del nomenament dels arquebisbes; cessament dels ministres més conservadors donant entrada en el govern a seguidors seus; i discussió i aprovació immediata de la Constitució federal.2026 Aquest mateix dia 31 de desembre Pi i Margall, Estanislao Figueras i Salmerón es van reunir per a acordar presentar un vot de censura contra Castelar el dia 2 de gener, encara que no van arribar a decidir qui ho substituiria.

## El cop
Quan es van reobrir les Corts a les dues de la tarda del 2 de gener de 1874 el capità general de Madrid, Manuel Pavía, antic partidari de Prim, amb qui s'havia alçat en Villarejo de Salvanés, tenia preparades a les seves tropes per al cas que Castelar perdés la votació parlamentària —a més els havia demanat als dirigents del Partit Radical i del Partit Constitucional que es reunissin en una casa contigua al Congrés i que allí esperessin les seves "ordres". En el costat contrari batallons de Voluntaris de la República estaven preparats per a actuar si vencia Castelar —de fet, segons Jorge Vilches, "els cantonals cartageneros havien rebut la contrasenya de resistir fins al 3 de gener, dia en què sent derrotat el Govern Castelar es formaria un intransigent que «legalitzaria» la seva situació i «cantonalizaría» Espanya", encara que segons altres autors no existeix prova documental de ello. En obrir-se la sessió va intervenir Nicolás Salmerón per a anunciar que retirava el seu suport a Castelar perquè la seva política s'havia sortit de la «òrbita dels principis republicans» ja que pretenia incloure en el règim al Partit Constitucional de Serrano que segons ell representava a la «oligarquia militar» antirepublicana —encara que aquesta vegada admetia l'acostament al Partit Radical de Cristino Martos. Salmerón va acabar la seva intervenció amb una frase que es va fer famosa: «Pereixi la República, salvin-se els principis» —el que, segons Jorge Vilches, volia dir que "si no es podia governar amb els principis republicans, es deixés la República a uns altres". Li va respondre Emilio Castelar fent una crida a l'establiment de la «República possible» amb tots els liberals, inclosos els conservadors, i abandonant la "demagògia".
Passada la mitjanit es va produir la votació de la qüestió de confiança en la qual el govern va sortir derrotat per 100 vots a favor i 120 en contra, la qual cosa va obligar a Castelar a presentar la dimissió, i a continuació es va fer un recés perquè els partits consensuessin el candidat que hauria de substituir Castelar al capdavant del Poder Executiu de la República. En aquells moments el diputat constitucional Fernando León i Castillo ja havia fet arribar el resultat advers a Castelar al general Pavía a través del també constitucionalista Víctor Balaguer. Pavía va donar llavors l'ordre de sortir cap al Congrés dels Diputats als regiments compromesos i ell personalment es va situar en la plaça enfront de l'edifici amb el seu estat major des d'on va ordenar a dos ajudants que comuniquessin a Salmerón, president del Congrés de Diputats, l'ordre de dissolució de la sessió de Corts i el desallotjament de l'edifici en cinc minuts. La Guàrdia Civil, que custodiava el Congrés, es va posar a les ordres del general Pavía. Eren les set menys cinc del matí del 3 de gener, quan s'estava procedint a la votació per a elegir al candidat federal Eduardo Palanca Asensi.
Eduardo Palanca Asensi, el candidat dels republicans federals per a substituir Emilio Castelar l'elecció dels quals va ser impedida pel cop de Pavía
Salmerón, en rebre l'ordre del capità general en una nota lliurada per un dels seus ajudants en la qual li deia «Desallotgi el local», va suspendre la votació i va comunicar el que estava succeint, proclamant a continuació que les Corts es declaraven en sessió permanent fins que no fossin dissoltes per la força. Seguidament van intervenir diversos diputats demanant que Pavía fos declarat fora de la llei i que fos sotmès a un Consell de Guerra proposada que va ser acceptada pel ministre de la Guerra, el general José Sánchez Bregua, que va redactar un decret en el qual Pavía era destituït del seu càrrec i de tots els seus honors i condecoracions. "Salmerón, molt dignament, va preguntar als diputats si havien de deixar-se matar sense abandonar els seus escons a la qual cosa van respondre molts diputats afirmativament". Però quan forces de la Guàrdia Civil i de l'Exèrcit van entrar en l'edifici del Congrés disparant tirs a l'aire pels passadissos els diputats el van abandonar ràpidament. Es va dir que alguns diputats fins i tot es van despenjar per les finestres per a escapar, als quals Pavía, sorprès, va preguntar: «Però senyors, per què saltar per les finestres quan poden sortir per la porta?».
Caricatura de Pavía durant el cop, en La Madeixa Política, dibuix de Tomás Padró Pedret.
El general Pavía res més desallotjar el Congrés va enviar un telegrama als caps militars de tot Espanya en el qual els demanava el seu suport al cop, que Pavía deia "la meva patriòtica missió", "conservant l'ordre a totes passades". En el telegrama justificava així el que més tard dirà "l'acte del 3 de gener".
El ministeri de Castelar... anava a ser substituït pels que basen la seva política en la desorganització de l'exèrcit i en la destrucció de la pàtria. En nom, doncs, de la salvació de l'exèrcit, de la llibertat i de la pàtria he ocupat el Congrés convocant als representants de tots els partits, exceptuant els cantonals i els carlistes perquè formin un govern nacional que salvi tan cars objectius
Un dels primers a respondre al telegrama de Pavía va ser el general López Domínguez que manava l'exèrcit que assetjava Cartagena:
Est disciplinat exèrcit, que tinc l'honor de manar, inspirant-se en els més elevats sentiments està disposat a fer costat al govern que es doni la nació, segons el manifestat pel capità general de Castella la Nova i que representa l'honra, l'ordre i la llibertat del país.

## Les conseqüències: la fi de la República Federal i la dictadura de Serrano
El general Pavía va intentar que es formés un "govern nacional" presidit per Emilio Castelar, però a la reunió dels líders polítics constitucionals, radicals, alfonsinos i republicans unitaris que Pavía va convocar amb tal fi —els republicans federals de Salmerón i de Pi i Margall i els "intransigents" van quedar òbviament exclosos—, Castelar va refusar assistir al no voler mantenir-se en el poder per mitjans antidemocràtics —"va publicar el mateix dia 3 una protesta contra les espases militars i les baionetes federals que havien acabat amb la República. Dies després, des del seu periòdic recentment fundat, culpava de la «dictadura militar» tant als colpistes com als intransigents i als socialistes". En la reunió Pavía va defensar la república conservadora i per això va imposar al republicà unitari Eugenio García Ruiz com a ministre de la governació, mentre el alfonsino Antonio Cánovas del Castell va proposar que el govern fos «innominat» perquè preparés la restauració de la monarquia borbònica en la persona del príncep Alfons, fill de la reina destronada Isabel II, sent secundat pel constitucional Práxedes Mateo Sagasta, però la negativa del també constitucional general Serrano, que va acabar sent nomenat cap del nou govern, va deixar als alfonsinos al marge d'aquest.
Aquests fets van suposar el final de facto de la Primera República, encara que oficialment continuaria gairebé un altre any més, amb el general Francisco Serrano al capdavant —"nominalment la República continuava però completament desnaturalitzada", afirma José Barón Fernández. Com ha assenyalat María Victoria López Cordón, "la facilitat i l'escassa resistència amb què Pavía va acabar amb la República federal, irrompent amb les seves tropes en el Congrés, és el millor exponent de la fragilitat d'un règim que a penes comptava amb base per a sustentar-se".
El líder del partit alfonsino Antonio Cánovas del Castell li va comunicar a la reina exiliada Isabel II que «els principis democràtics estan ferits de mort» i que tan sols és qüestió de «calma, serenitat, paciència, tant com perseverança i energia» aconseguir la restauració de la Monarquia borbònica.